# Candela Francisco
Candela Belén Francisco Guecamburu (Buenos Aires, Argentina; 14 de agosto de 2006) es una ajedrecista argentina que ostenta el título de Gran Maestra Femenina (WGM en inglés) y es la campeona mundial juvenil femenina de 2023.

## Trayectoria
Candela tuvo su primer contacto con el ajedrez a los seis años luego de que, por escasez de recursos, sus padres solo pudieron comprar un juego como su regalo de Navidad.
Comenzó sus primeros pasos a los 9 años, en un pequeño centro comercial de su ciudad, llamado Pilar Point y al poco tiempo se incorporó a las clases de la Escuela Municipal de Pilar.
A los once años, comenzó a asistir al Club de Ajedrez de Villa Martelli, con clases de alto rendimiento brindadas por Maestros Internacionales y Grandes Maestros. Dicho club queda a unos 50km de donde vive.
Candela Francisco ha sido campeona argentina juvenil femenina en la división sub-12 en 2017, en la división sub-14 en 2019 y en la división sub-16 en 2021 y 2022. 
En 2017 logra sus primeras medallas internacionales: Doble Medalla de bronce sudamericano sub-12 pensado y Blitz, en Luque, Paraguay.
En 2018, Candela Francisco logró su primer título panamericano en Santiago de Chile, con 11 años.
En 2019 obtuvo el Subcampeonato Panamericano sub-14 (2019) en Guayaquil, Ecuador, y ese mismo año, sale campeona sudamericana sub-14 de pensado y Blitz en la ciudad de Buenos Aires.
Ese mismo año participó de los Torneos Bonaerenses y Juegos Nacionales Evita en Mar del Plata, donde consiguió otras tres medallas de oro.
En 2020, debido a las restricciones impuestas a raíz de la pandemia de coronavirus, Candela Francisco compitió en línea y obtuvo el título de subcampeona mundial Blitz.
En 2020 y 2021 participó de las Olimpiadas Online, consiguiendo excelentes resultados personales y también para su equipo.

A finales del año 2021, Francisco participó en el campo de entrenamiento de ajedrez juvenil organizado en el marco del Campeonato Mundial de Ajedrez de 2021 que contó con el entrenamiento de jugadores de alto nivel, incluido el ex campeón mundial Viswanathan Anand.
En 2022 los torneos volvieron a realizarse de manera presencial. Candela Francisco participó en el Campeonato Argentino Superior Femenino y logró el segundo puesto, solo superada por la campeona María Florencia Fernández.
Ese mismo año, Candela Francisco vuelve a salir campeona panamericana en Montevideo, Uruguay, en la categoría sub-16 en el mes de julio. En diciembre, logra salir nuevamente campeona sudamericana sub-16 en Luque, Paraguay y, a los pocos días, participa en una categoría más alta, sub-20, en Santa Cruz de la Sierra, Bolivia y obtiene el título de Campeona Sudamericana.
A principios de 2023, Candela Francisco participó de su primer Zonal 2.5 en Asunción del Paraguay, donde empató el primer puesto, pero por sistema de desempate (promedio elo de oponentes) quedó en el segundo lugar.
En el mes de mayo de 2023, con tan solo 16 años Candela Francisco logró el título de Campeona Continental en el torneo realizado en La Habana (Cuba), con lo que clasificó para la Copa del Mundo Superior a disputarse meses después.
Con este torneo obtuvo el título de gran maestra femenina (WGM), convirtiéndose en la tercera mujer en la historia de Argentina en lograrlo, junto a Claudia Amura y Carolina Luján. Además, sumó 66 puntos ELO FIDE y se convirtió en la nueva número 1 del ajedrez femenino argentino.

Candela Francisco obtuvo 7 puntos en 9 rondas, con 5 victorias y 4 empates, superando a las ajedrecistas Lisandra Teresa Ordaz Valdés, Ann Chumpitaz, Patricia M. Hernandez Machado, Valentina Argote Heredia y Oleiny Linares Nápoles que obtuvieron 6.5 puntos.
En agosto de ese año compitió por la Copa del Mundo Femenina de Ajedrez 2023. Fue superada en la segunda ronda por la ajedrecista china Zhu Jiner.
Hacia fines de 2023 se consagró como campeona en el Mundial de Ajedrez Juvenil Femenino (sub-20) en México, y se convirtió en la primera campeona del mundo mujer de Argentina. Con 8.5 puntos, obtuvo su título luego de desempatar con las ajedrecistas Carissa Yip y Beloslava Krasteva.
En 2024 compitió en el Campeonato Continental Absoluto de Ajedrez celebrado en Antioquía, Colombia. Comenzó el tormeo en el puesto 53 y finalizó en el puesto 35 del ranking.
En 2025, el día 6 de mayo ,  con tan solo 18 años, Candela Francisco logró nuevamente el título de Campeona Continental en el torneo realizado Oaxtepec, Morelos, México.